# Велла, Паоло
Паоло Велла (итал. Paolo Vella, родился 25 апреля 1950 года в Кальтаджироне) — итальянский политик, депутат Палаты депутатов Италии от партии «Вперёд, Италия».

## Биография
По образованию архитектор. Проживает и работает в Альгеро. Ранее занимал должность директора Управления по охране ландшафта региона Сардиния. Увольнение с этой должности привело к ссоре Велла с президентом региона Ренато Сору, который и подписал распоряжение об увольнении Веллы. Избран в Палату депутатов Италии 29 апреля 2008 по итогам парламентских выборов от XXVI избирательного округа Сардинии по списку партии «Народ свободы»; заменил в списке от Сардинии депутата Джанфранко Фини, который ушёл в другой избирательный округ. Велла набрал 99,76% голосов по итогам электронного голосования и стал четвёртым депутатом, выигравшим выборы при помощи электронного голосования.
Переизбран по итогам парламентских выборов 2013 года. С 16 ноября 2013 года состоит в партии «Вперёд, Италия», образовавшейся после распада «Народа свободы». Заседает в VIII комиссии (по окружающей среде, земле и общественным работам) с 7 мая 2013 года.